# St. Vitus (Messinghausen)

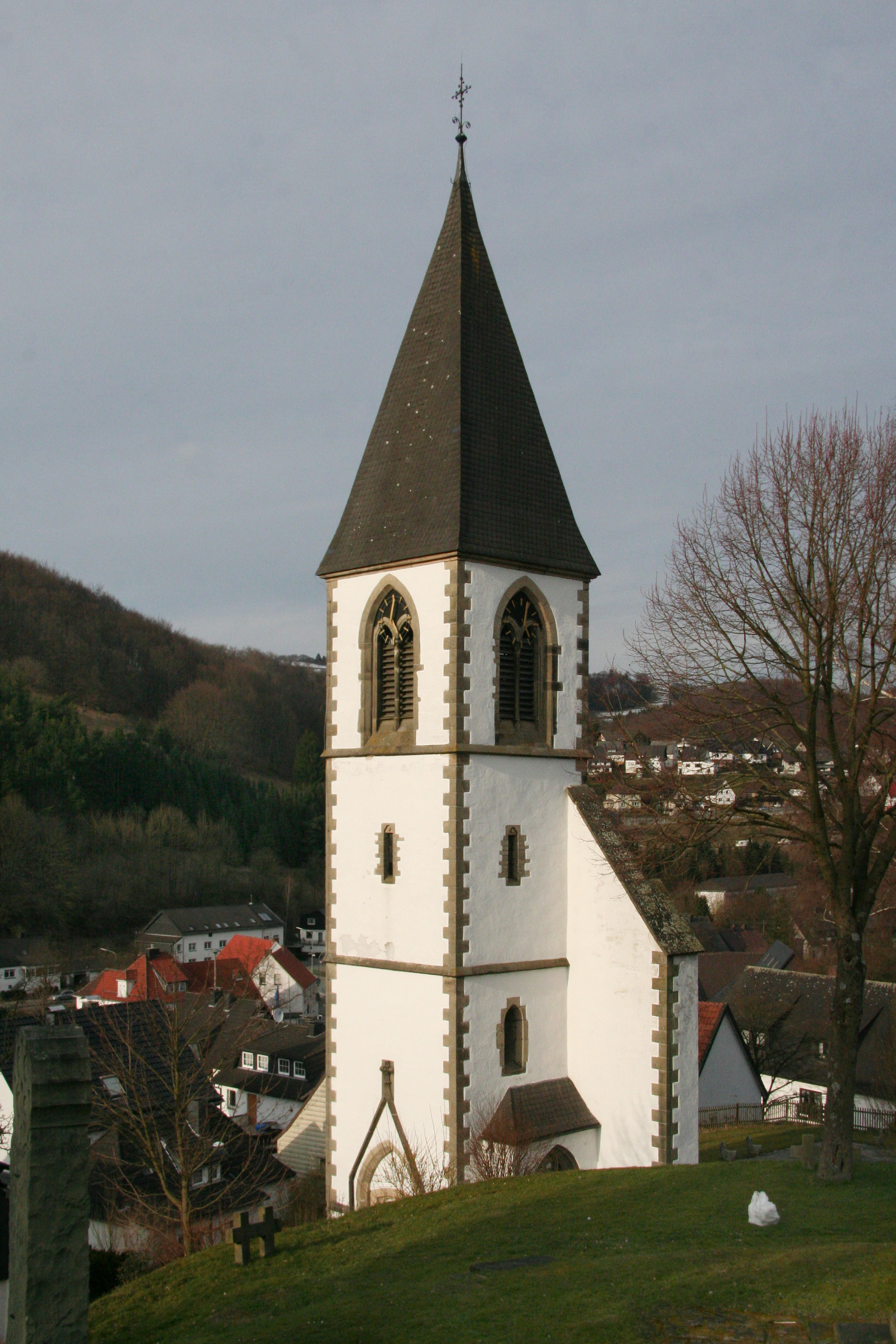
Kirchturm der alten Dorfkirche

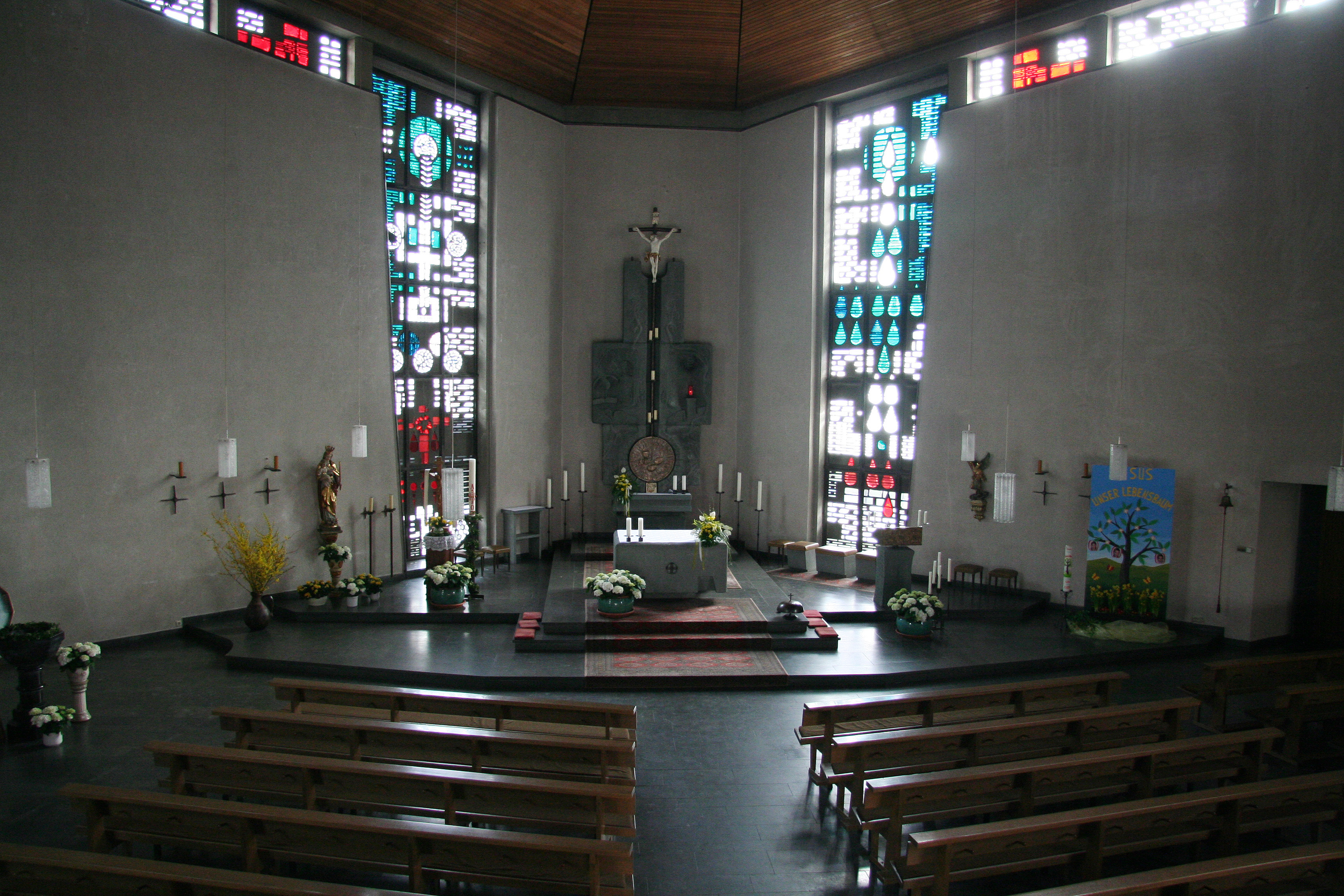
Innenraum von St. Vitus

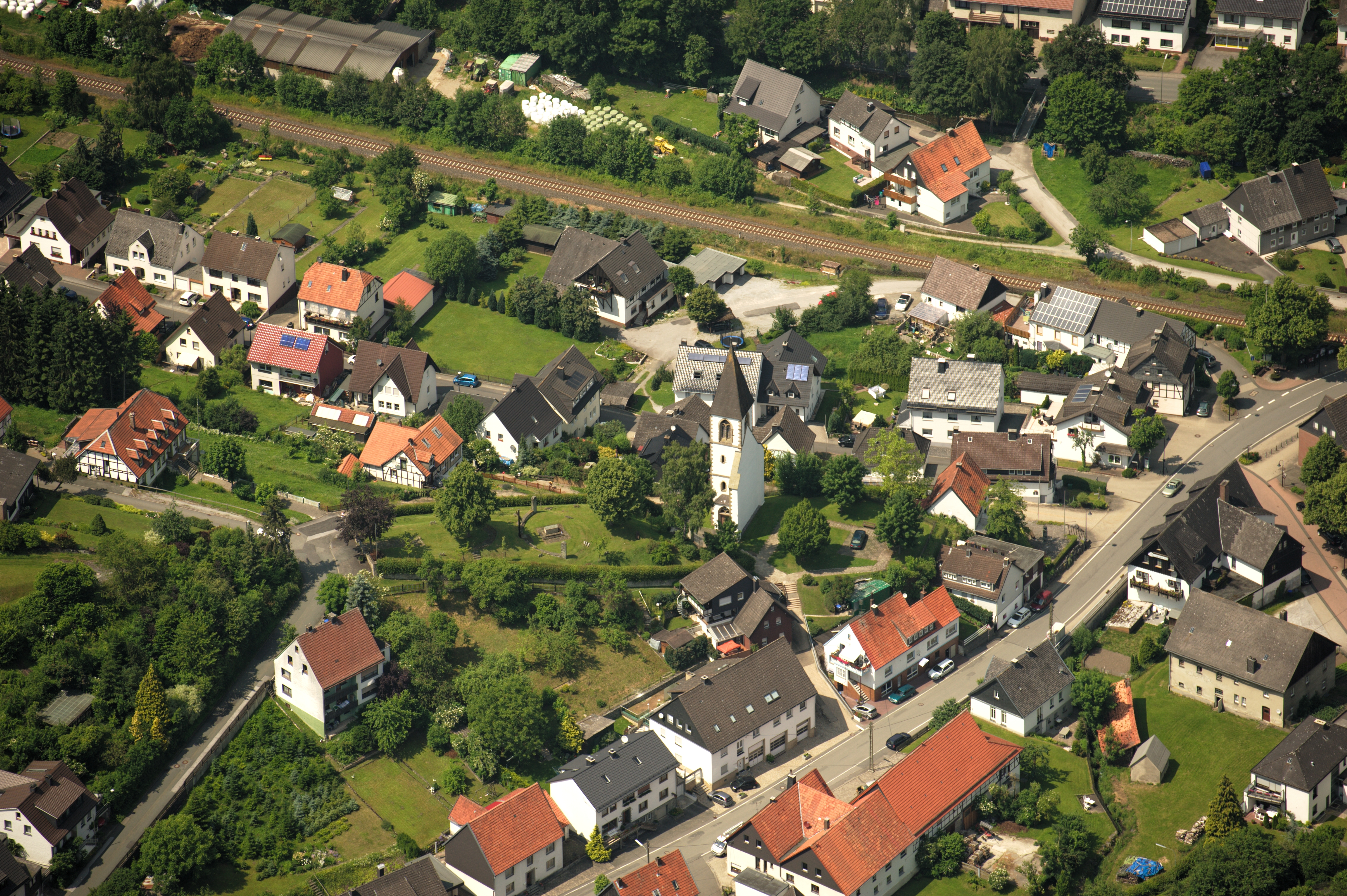
St. Vitus aus der Luft

Die St. Vituskirche ist eine römisch-katholische Pfarrkirche in Messinghausen, einem Stadtteil von Brilon im Hochsauerlandkreis (Nordrhein-Westfalen).

## Geschichte
Ursprünglich stand hier seit etwa 1450 eine Kapelle, die 1882 wegen Baufälligkeit abgerissen wurde. In der Nähe wurde 1881/82 eine Dorfkirche errichtet. Von dieser Kirche ist noch der Turm mit quadratischem Grundriss und gotischen Fenstern erhalten. Nach einigen Jahrzehnten reichte der Platz für die größer gewordene Gemeinde nicht mehr und so wurde 1969 an ihrer Stelle eine neue Zeltdachkirche mit einem Bronzeportal errichtet. Das neunseitige Zeltdach ist in Schiefer gedeckt. Der Bau steht auf einem neuneckigen Grundriss; in einer Ecke befindet sich der Altarbereich, gegenüberliegend, die Portalwand, deren Portale von außen von einem vorspringenden Betonramen umfasst werden. An der Portalwand steht die Orgelempore. Die Außenwände sind durch vier hohe Fensterbahnen gegliedert, die Verglasungen sind Arbeiten von Franz Pauli. Die Seitenwände werden vom Dach durch ein Lichtband getrennt. Der Innenraum wurde durch den Bildhauer Theodor Sprenger gestaltet. Die liturgische Ausstattung, zu der auch der dominierende hohe Tabernakelturm zählt, wurde vom Bildhauer Ernst Suberg geschaffen. Das vierstimmige Geläut erklingt in der Tonfolge f′ – as′ – b′ – c″ und wurde 1946 von Albert Junker in Brilon in Sonderbronze gegossen.